# Futu ibne Dunas
Futu ibne Dunas (al-Futuh ibn Dunas) foi emir dos magrauas setentrionais do Magrebe Ocidental no século XI, governando em 1062, e um membro do clã dos Banu Cazar.

## Vida
Futu era filho de Dunas e irmão de Ajissa. Quando Dunas faleceu, o trono foi deixado para Futu, cujos direitos foram reivindicados por seu irmão. Ajissa tomou controle de parte de Faz, a capital magraua, e Futu governou na outra metade. Os irmãos entraram em guerra e o conflito acabou com Ajissa sendo morto, permitindo Futu governar efetivamente. Mas seu reinado foi muito breve, pois logo o emir hamádida Bologuine (r. 1055–1062) atacou o Magrebe Ocidental em Fez e expulsou-o dali; Hady Roger Idris datou o episódio em 14 de fevereiro ou março. Após a partida de Futu, os magrauas escolheram seu parente Muançar como sucessor.